# Muang Khop
Muang Khop är ett distrikt i Laos.   Det ligger i provinsen Sainyabuli, i den västra delen av landet, 280 km nordväst om huvudstaden Vientiane.